# Puntate di We Are Who We Are
Le otto puntate della miniserie televisiva We Are Who We Are sono state trasmesse sul canale statunitense HBO dal 14 settembre al 2 novembre 2020.
In Italia sono andate in onda in prima visione sul canale satellitare Sky Atlantic dal 9 al 30 ottobre 2020.
| nº | Titolo originale                    | Titolo italiano         | Prima TV USA      | Prima TV Italia |
| -- | ----------------------------------- | ----------------------- | ----------------- | --------------- |
| 1  | Right Here, Right Now I             | Qui e ora I             | 14 settembre 2020 | 9 ottobre 2020  |
| 2  | Right Here, Right Now II            | Qui e ora II            | 21 settembre 2020 | 9 ottobre 2020  |
| 3  | Right Here, Right Now III           | Qui e ora III           | 28 settembre 2020 | 16 ottobre 2020 |
| 4  | Right Here, Right Now IV            | Qui e ora IV            | 5 ottobre 2020    | 16 ottobre 2020 |
| 5  | Right Here, Right Now V             | Qui e ora V             | 12 ottobre 2020   | 23 ottobre 2020 |
| 6  | Right Here, Right Now VI            | Qui e ora VI            | 19 ottobre 2020   | 23 ottobre 2020 |
| 7  | Right Here, Right Now VII           | Qui e ora VII           | 26 ottobre 2020   | 30 ottobre 2020 |
| 8  | Right Here, Right Now VIII and Last | E infine qui e ora VIII | 2 novembre 2020   | 30 ottobre 2020 |

## Qui e ora I
- Titolo originale: Right Here, Right Now I
- Diretta da: Luca Guadagnino
- Scritta da: Paolo Giordano, Francesca Manieri e Luca Guadagnino

### Trama
Fraser Wilson, un quattordicenne di New York, arriva in Italia, nella base militare statunitense a Chioggia insieme alle madri Sarah e Maggie.
- Durata: 59 minuti
- Altri interpreti: Beatrice Barichella (Valentina), Sebastiano Pigazzi (Enrico), Vittoria Bottin (Sole), Nicole Celpan (Giulia), Hans Bush (Colonnello McAunty), Jim Sweatman (Colonnello Martin), Nichola Shanta Saunders (Direttore informatico), Gene Tramm (Preside della scuola), Jared McNeill (Insegnante di teatro), John Harbeson (Insegnante di ginnastica), Maria Teresa Cerantola (Teresa, proprietaria del bar), Donatella Bellemo (Sarta), Daisy Pieropan (Amica di Giulia 1), Rebecca Legnaro (Amica di Giulia 2), Heather Rockel (Donna americana), Tomeka Campbell Turley (Mel), Isaac Esangbedo Godwin (Soldato), Jay Paul Bullard (Soldato ufficio alloggi), Michael Wilkes Butrum (Impiegato ufficio alloggi), Renata Rocco (Impiegata), Joseph Ikhanoba Salihu (Padre di Sam).
- Ascolti USA: telespettatori 117 000 – rating 18-49 anni 0,02%[5]

## Qui e ora II
- Titolo originale: Right Here, Right Now II
- Diretta da: Luca Guadagnino
- Scritta da: Paolo Giordano, Francesca Manieri e Luca Guadagnino

### Trama
L'episodio è narrato dal punto di vista di Caitlin, la cui famiglia vive da molti anni nella base militare statunitense in Italia. Caitlin ha un fratello maggiore, Danny, dal carattere irascibile, che frequenta ancora la scuola e sta imparando l'arabo. Suo padre, Richard, che lei ammira, è un fervente sostenitore di Donald Trump.
Caitlin appare generalmente distaccata e poco coinvolta nelle situazioni che la circondano. Durante una giornata in spiaggia, ha il suo primo ciclo mestruale. Nel frattempo, il suo rapporto con il fidanzato Sam si rivela teso, soprattutto quando rifiuta le sue avances sessuali. Più tardi, in un ristorante, Caitlin si fa passare per un ragazzo, un episodio a cui Fraser assiste casualmente. In seguito, intima a Fraser di starle lontano, ma Jenny la informa che lui ha lasciato un pacco per lei.
Inizialmente riluttante ad aprirlo, Caitlin cede alla curiosità e scopre al suo interno un set di abiti maschili. Quella sera, esce di nascosto dalla sua stanza per unirsi al fratello e ai suoi amici. La mattina successiva, prova gli abiti ricevuti, mentre Fraser la osserva dalla finestra della sua abitazione.
- Durata: 51 minuti
- Altri interpreti: Beatrice Barichella (Valentina), Sebastiano Pigazzi (Enrico), Nicole Celpan (Giulia), Jared McNeill (Insegnante di teatro), Maria Teresa Cerantola (Teresa, proprietaria del bar), Donatella Veronese (Madre al bar), Daisy Pieropan (Amica di Giulia 1), Rebecca Legnaro (Amica di Giulia 2), Federico Penzo (Giovane uomo veneto 1), Andrea Ampò (Giovane uomo veneto 2), Filippo Quezel (Guardia al posto di blocco).
- Ascolti USA: telespettatori 90 000 – rating 18-49 anni 0,01%[6]

## Qui e ora III
- Titolo originale: Right Here, Right Now III
- Diretta da: Luca Guadagnino
- Scritta da: Paolo Giordano, Francesca Manieri e Luca Guadagnino

### Trama
Il legame tra Fraser e Caitlin si rafforza ulteriormente. Sam pone fine alla relazione con Caitlin, visibilmente addolorato, mentre lei sembra restare impassibile. Britney nota la sofferenza di Sam e cerca di consolarlo. Nel frattempo, emerge come la crescente amicizia tra Fraser e Caitlin abbia contribuito a creare tensioni nelle altre relazioni della ragazza.
A casa di Fraser, i due discutono delle identità di genere e Fraser cerca di insegnare a Caitlin a radersi, ma vengono interrotti da Sarah, la madre di Fraser. Successivamente, Fraser si irrita quando il piatto che ha cucinato non riesce come sperava, e Caitlin assiste alle tensioni tra lui e sua madre, notando il suo risentimento nei confronti della carriera di Sarah.
Al ritorno a casa, Richard rimprovera Caitlin per il disordine lasciato sulla barca. Il giorno successivo, la base militare ospita l'annuale parata, alla quale partecipano tutti i residenti. Caitlin sceglie di sfilare accanto a Fraser, suscitando l'ira di suo fratello Danny, che reagisce aggredendo violentemente Fraser. Nel frattempo, Richard inizia a mettere in discussione la propria autostima dopo aver perso per la prima volta la tradizionale gara di tiro alla fune. Parallelamente, Jenny e Maggie trascorrono del tempo insieme, condividendo una torta che Jenny aveva inizialmente preparato per suo marito.
- Durata: 58 minuti
- Altri interpreti: Vittoria Bottin (Sole), Heather Rockel (Donna americana), Tomeka Campbell Turley (Mel), Isaac Esangbedo Godwin (Soldato).
- Ascolti USA: telespettatori 62 000 – rating 18-49 anni 0,01%[7]

## Qui e ora IV
- Titolo originale: Right Here, Right Now IV
- Diretta da: Luca Guadagnino
- Scritta da: Paolo Giordano, Francesca Manieri e Luca Guadagnino

### Trama
- Durata: 51 minuti
- Altri interpreti: Beatrice Barichella (Valentina), Sebastiano Pigazzi (Enrico), Vittoria Bottin (Sole), Gaia Schiralli (Monica), Lisa Lazzaro (Loredana), Enrico Levorato (Gestore del paintball).
- Ascolti USA: telespettatori 60 000 – rating 18-49 anni 0,01%[8]

## Qui e ora V
- Titolo originale: Right Here, Right Now V
- Diretta da: Luca Guadagnino
- Scritta da: Paolo Giordano, Francesca Manieri e Luca Guadagnino

### Trama
- Durata: 60 minuti
- Altri interpreti: Beatrice Barichella (Valentina), Nicole Celpan (Giulia), Jared McNeill (Insegnante di teatro), Maria Teresa Cerantola (Teresa, proprietaria del bar), Daisy Pieropan (Amica di Giulia 1), Rebecca Legnaro (Amica di Giulia 2), Isaac Esangbedo Godwin (Soldato), Joshua Scapin Tagua (Studente 1), Catherine Rita Balsamo (Studente 2).
- Ascolti USA: telespettatori 49 000 – rating 18-49 anni 0,01%[9]

## Qui e ora VI
- Titolo originale: Right Here, Right Now VI
- Diretta da: Luca Guadagnino
- Scritta da: Paolo Giordano, Francesca Manieri e Luca Guadagnino

### Trama
- Durata: 49 minuti
- Altri interpreti: Brixhilda Shqalsi (Marta), Gene Tramm (Preside della scuola), John Harbeson (Insegnante di ginnastica), Joshua Scapin Tagua (Studente 1), Marcus Evens Aurelien (Studente 2).
- Ascolti USA: telespettatori 50 000 – rating 18-49 anni 0,01%[10]

## Qui e ora VII
- Titolo originale: Right Here, Right Now VII
- Diretta da: Luca Guadagnino
- Scritta da: Paolo Giordano, Francesca Manieri e Luca Guadagnino

### Trama
- Durata: 75 minuti
- Altri interpreti: Beatrice Barichella (Valentina), Sebastiano Pigazzi (Enrico), Hans Bush (Colonnello McAunty), Kevin Shen (Cappellano), Brixhilda Shqalsi (Marta), Jim Sweatman (Colonnello Martin), Nichola Shanta Saunders (Direttore informatico), Gene Tramm (Preside della scuola), Jared McNeill (Insegnante di teatro), Patricia Plump (Insegnante di arte), John Harbeson (Insegnante di ginnastica), Isaac Esangbedo Godwin (Soldato), Catherine Rita Balsamo (Studente 1), Matilde Sandon (Studente 2), Joshua Scapin Tagua (Studente 3), Federico Oliver Squizzato (Studente 2), Joseph Ikhanoba Salihu (Padre di Sam).
- Ascolti USA: telespettatori 92 000 – rating 18-49 anni 0,03%[11]

## E infine qui e ora VIII
- Titolo originale: Right Here, Right Now VIII and last
- Diretta da: Luca Guadagnino
- Scritta da: Paolo Giordano, Francesca Manieri e Luca Guadagnino

### Trama
- Durata: 59 minuti
- Special guest star: Devonté Hynes/Blood Orange.
- Altri interpreti: Giulia Manzini (Anna), Jacopo Brigotti (Angelo), Arturo Gabbriellini (Luca), Emma Segat (Futura).
- Ascolti USA: telespettatori 58 000 – rating 18-49 anni 0,01%[12]